# Medway (Massachusetts)
Pour les articles homonymes, voir Medway.
Medway est une ville du Comté de Norfolk dans l’État du Massachusetts.
Elle a été incorporée en 1713.
Sa population était de 13 115 habitants en 2020.